# Konklave 1492

Wappen des Kardinalkämmerers während der Sedisvakanz

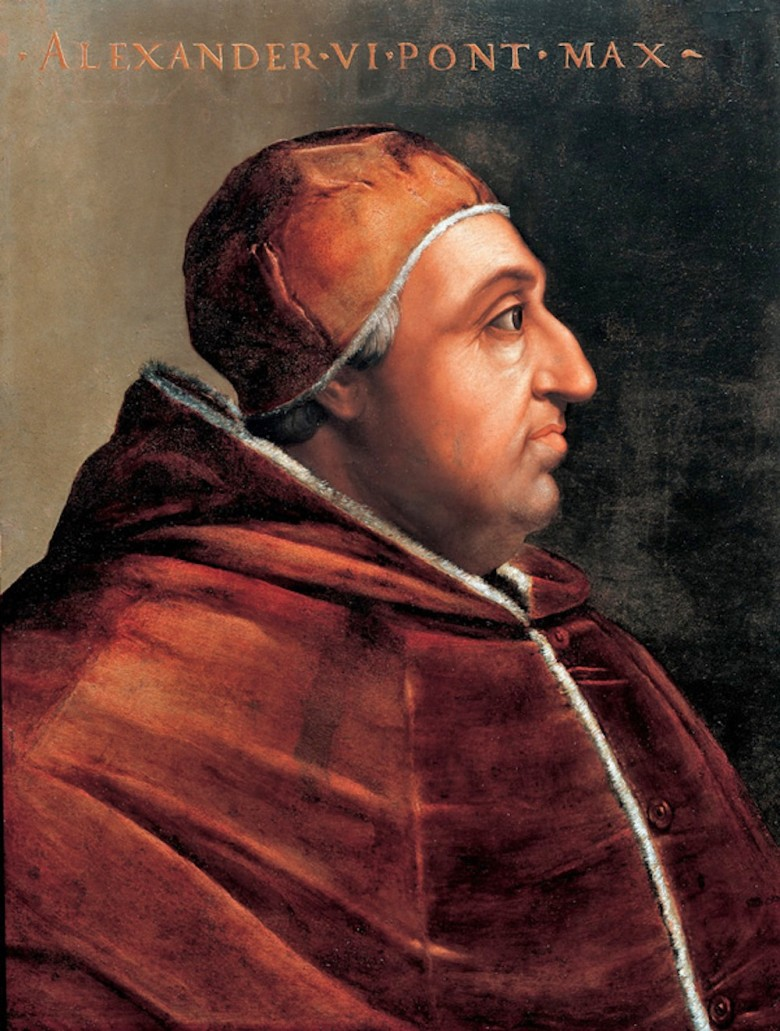
Papst Alexander VI.

Das Konklave von 1492 war die Wahlversammlung der Kardinäle nach dem Tod von Papst Innozenz VIII. und dauerte vom 6. August bis zum 11. August 1492. Es wählte Papst Alexander VI.

## Geschichte
Das Kardinalskollegium umfasste zu Konklavebeginn 27 Mitglieder. 4 Kardinäle hielten sich zur Zeit des Konklaves nicht in Rom auf, so dass das Konklave lediglich 23 Teilnehmer zählte.
Die Kardinäle des Konklaves waren von fünf Päpsten kreiert worden:
1. Papst Calixt III.: 1 Kardinal
2. Papst Paul II.: 3 Kardinäle
3. Papst Pius II.: 1 Kardinal
4. Papst Sixtus IV.: 12 Kardinäle
5. Papst Innozenz VIII.: 6 Kardinäle

Als Favoriten des Konklaves, welches in der Sixtinischen Kapelle stattfand, galten die Kardinäle Ascanio Sforza, Giuliano della Rovere, Ardicino della Porta und Jorge da Costa. Jedoch konnte nur der Portugiese Jorge da Costa in den ersten Wahlgängen mehrere Stimmen auf sich vereinen. Die meisten Stimmen erhielten neben da Costa die Kardinäle Oliviero Carafa, Giovanni Michiel und Rodrigo de Borja. In den folgenden Tagen konnte keiner der drei Genannten seine Stimmenzahl erhöhen. Am Abend des 10. August ging Sforza zu Rodrigo de Borja über, dessen Kandidatur er unterstützte. Er selbst galt mit 37 Jahren als zu jung für das Amt (Rodrigo de Borja war 61 Jahre alt). Unterstützt von Sforza, pilgerten nun am Vorabend der Wahl die Kardinäle in die Zelle Borjas, wo sie für die Abgabe ihrer Stimmen enorme Zusagen für ihre Person erhielten. Selbst Carafa, der ebenfalls aussichtsreiche Chancen auf eine Wahl hatte, ließ sich zu einer Stimmabgabe für Borja beeinflussen. Lediglich Giuliano della Rovere und Jorge da Costa weigerten sich, ihn zu wählen.
Am 11. August 1492 wurde der Spanier Borja zum neuen Papst gewählt und nahm den Papstnamen Alexander VI. an. Da er zuvor Kardinaldekan war, kam Carafa als Subdekan die Aufgabe zu, den neuen Papst nach seinem Papstnamen zu fragen.
Nach Amtsantritt Alexanders VI. wurde Ascanio Sforza von diesem zum neuen Vizekanzler der Kirche ernannt, ein Amt, das er selbst zuvor innehatte.

### Ergebnisse der ersten drei Wahlgänge

#### 1. Wahlgang
- Carafa: 9 Stimmen
- Borja: 7 Stimmen
- Costa: 7 Stimmen
- Michiel: 7 Stimmen

#### 2. Wahlgang
- Borja: 8 Stimmen
- Costa: 8 Stimmen
- Michiel: 7 Stimmen

#### 3. Wahlgang
- Carafa: 10 Stimmen
- Michiel: 10 Stimmen
- Borja: 8 Stimmen
- Costa: 7 Stimmen
- Piccolomini: 7 Stimmen

### Teilnehmer

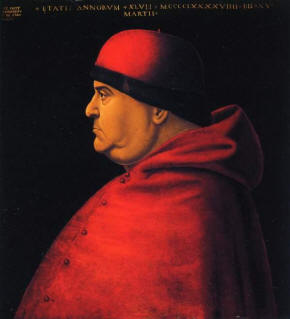
Ascanio Sforza, maßgeblicher Unterstützer des gewählten Alexander VI.

- Kardinaldekan: Rodrigo de Borja y Borja (zu Papst Alexander VI. gewählt)
- Kardinalsubdekan: Oliviero Carafa
- Giovanni Battista Zeno
- Giovanni Michiel
- Giuliano della Rovere
- Jorge da Costa O.Cist.
- Francesco Todeschini Piccolomini
- Girolamo Basso della Rovere
- Kardinalkämmerer: Raffaele Sansoni Riario
- Domenico della Rovere
- Paolo Fregoso
- Giovanni Battista Savelli
- Giovanni Colonna
- Giovanni de’ Conti
- Giovanni Giacomo Sclafenati
- Giovanni Battista Orsini
- Ascanio Maria Sforza
- Lorenzo Cibo  de’ Mari
- Ardicino della Porta jun.
- Antonio Gentile Pallavicini
- Maffeo Gherardo OSBCam
- Giovanni de’ Medici
- Federico di Sanseverino

### Abwesende Kardinäle
- Luis Juan del Milà
- Pedro González de Mendoza
- André d’Espinay
- Pierre d’Aubusson